# Sarcomitrium plumosum
Sarcomitrium plumosum là một loài rêu trong họ Aneuraceae. Loài này được Mitt. mô tả khoa học đầu tiên năm 1862.